# Neno Terzijski
Neno Stojanow Terzijski, bułg. Нено Стоянов Терзийски (ur. 23 marca 1964 we wsi Cziren) – bułgarski sztangista, trzykrotny mistrz świata w kategoriach do 52 i 56 kg, olimpijczyk z Barcelony.

## Kariera
W 1983 zdobył złoty medal na (mistrzostwach świata w Moskwie w kategorii do 52 kg. W 1985 zdobył złoty medal na mistrzostwach świata w Södertälje w kategorii do 56 kg. Sukces ten powtórzył w 1987 roku w Ostrawie w kategorii do 56 kg. W latach 2004–2007 był trenerem reprezentacji Bułgarii w podnoszeniu ciężarów. W latach 1983–1986 zdobył czterokrotnie mistrzostwo Europy (w latach 1983–1984 kategorii do 52 kg, a w latach 1985–1986 do 56 kg), po raz ostatni zdobył srebrny medal na mistrzostwach Europy w Cardiff.
W 1992 roku zajął czwarte miejsce w zawodach olimpijskich w Barcelonie w kategorii do 60 kg.